# Fignya melkaya
Fignya melkaya — вид бабочек рода Fignya  семейства слизневидок, описанный в 2009 году сотрудником Ульяновского педагогического университета А. В. Соловьёвым и основателем мюнхенского энтомологического музея Томасом Виттом. Типовой вид рода. Встречается на территории Китая и Вьетнама (гора Фаншипан). Название происходит от русских слов «фигня» (поясняется как trifling) и «мелкий». Впоследствии в Синьцзяне был найден второй вид, F. ravalba, отличающийся более бледной окраской (от лат. ravus и albus).